# Quettehou
Quettehou is een gemeente in het Franse departement Manche in de regio Normandië en telt 1475 inwoners (1999). De gemeente maakt deel uit van het arrondissement Cherbourg. Quettehou telde op 1 januari 2022 1.798 inwoners.

## Geschiedenis
Quettehou maakte deel uit van het kanton Quettehou tot dit op 22 maart 2015 werd opgeheven en de gemeenten werden opgenomen in het kanton Val-de-Saire. Op 1 januari 2019 werd de buurgemeente Morsalines opgenomen in de gemeente Quettehou, die hierbij de status van commune nouvelle kreeg.

## Geografie
De oppervlakte van Quettehou bedroeg op 1 januari 2022 19,82 vierkante kilometer; de bevolkingsdichtheid was toen 90,7 inwoners per km².

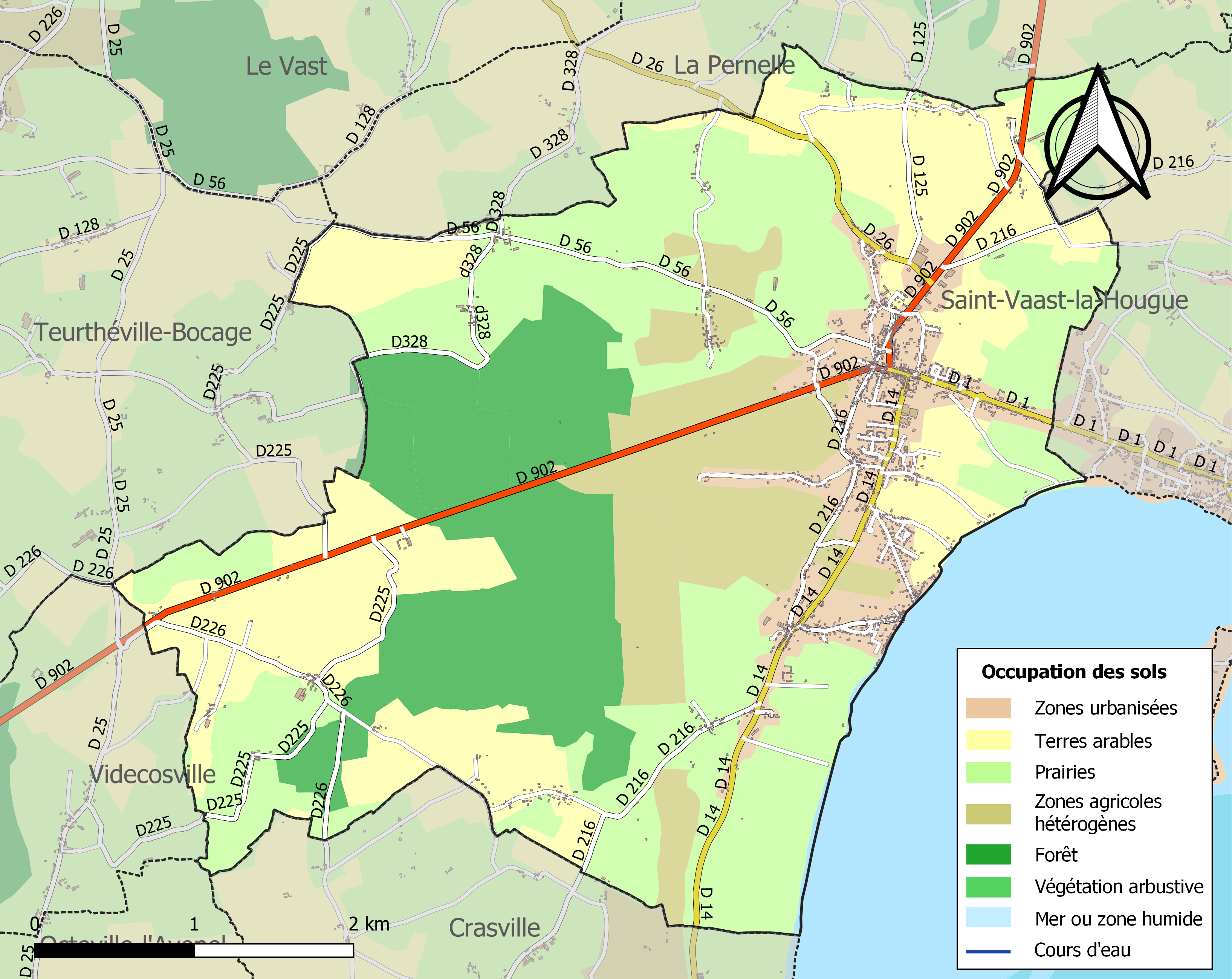
Kaart van de gemeente met de belangrijkste infrastructuur, bodemgebruik en omliggende gemeenten

## Demografie
Onderstaande figuur toont het verloop van het inwonertal (bron: INSEE-tellingen).